# Château de Val Joanis
Le château de Val Joanis est situé en Vaucluse commune de Pertuis en région Provence-Alpes-Côte d'Azur. Le vignoble de ce domaine viticole produit des vins classés en AOC Luberon.

## Situation et historique
Le château de Val Joanis se situe à l'ouest de Pertuis à la limite du territoire de la commune de Villelaure. Le château se trouve sur l'emplacement d'une ancienne villa romaine et la bastide a été fondée avant 1467 par la famille Arnaud qui l'a gardée jusqu'au XVIIe siècle. En 1730, le propriétaire est le procureur général de Joanises, secrétaire du roi Louis III de Naples. La bastide fut érigée en fief en 1754.
Pendant des siècles le château a porté les armoiries de Jean de Joanis. C'est un des rares châteaux à avoir traversé les siècles, les guerres, la Révolution sans dommage, il est en effet identique à ce qu'il était sur la carte de Cassini en 1755.

## Architecture
La bastide est formée de l'aile sud, le logis et de l'aile ouest, la ferme. Le logis, en L, remanié au XVIIIe siècle ouvre sur les jardins en terrasses.
La ferme agrandie à la fin du XXe siècle est composée de bâtiments disposés en U autour d'une cour et comporte aussi un colombier de plan carré à boulins en plâtre.

## Les jardins
En 1978, Cécile Chancel décide, avec l'aide du paysagiste Tobbie Loup de Viane, de créer un jardin tel qu'il aurait pu exister au XVIIIe siècle. En 1981, en même temps que la construction des chais et la plantation de nouvelles vignes, trois terrasses sont construites à l'abri du mistral avec les pierres d'un ancien bassin romain. C'est en 1990 que le jardin prend définitivement sa forme actuelle.
Le potager est situé sur la première terrasse. On y trouve légumes et plantes aromatiques.
Sur la seconde terrasse essentiellement des rosiers et différentes plantes fleuries.
Sur la troisième terrasse plus de variétés distinctes avec en particulier des platanes de Grèce de plus de vingt ans rapportés du Mont Athos.
La tonnelle, créée à partir d'un couloir à autruche du XIXe siècle trouvé dans la région, sert de liaison aux trois terrasses.
Les jardins sont classés « Jardins Remarquables » par le Ministère de la Culture depuis 2005.

## Vignoble

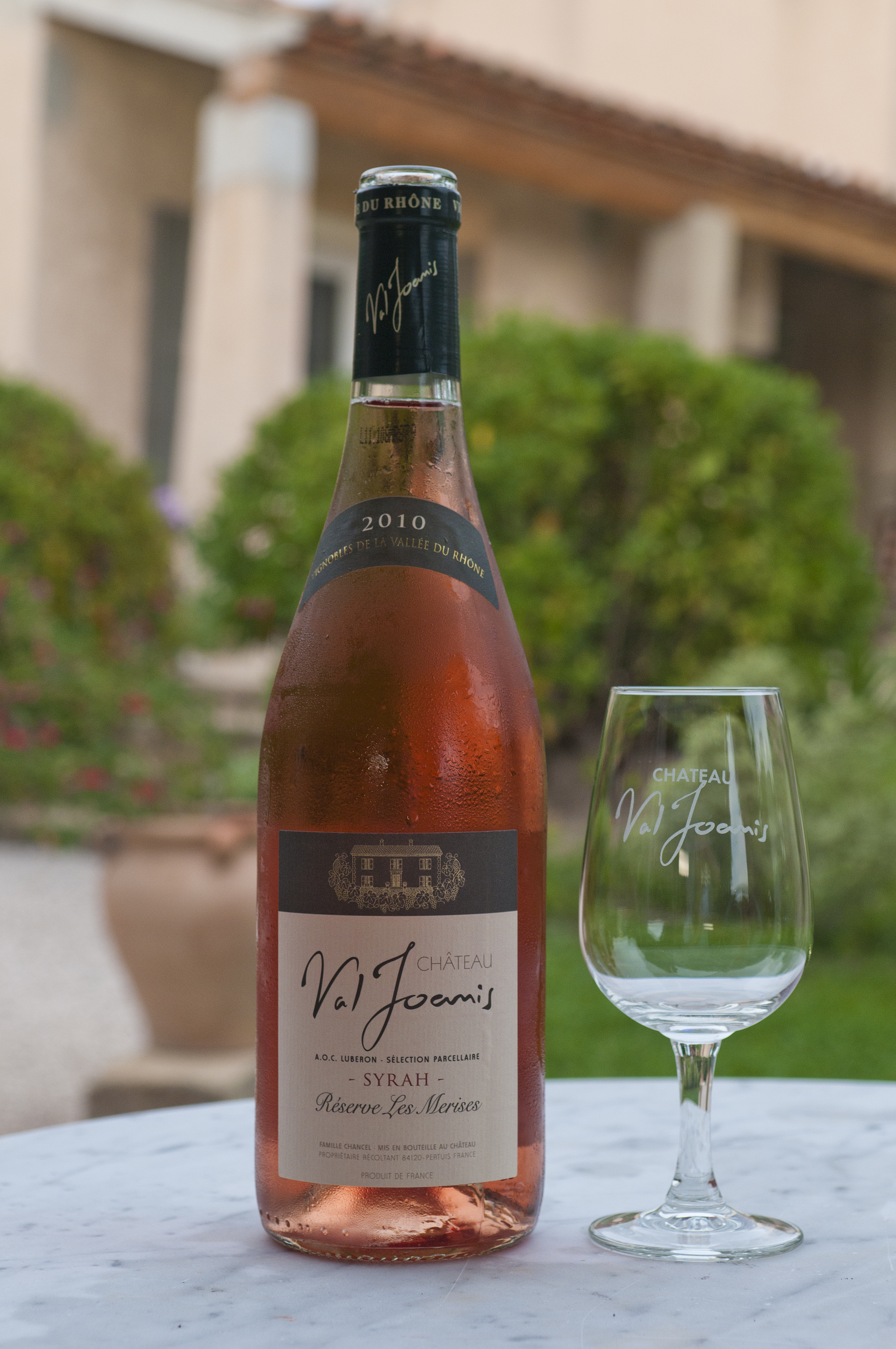
Château de Val Joanis, Réserve les Marises, 2010

Il a été racheté en 1977 par Jean-Louis Chancel. Entre 1979 et 1999, 186 ha de vignobles ont été plantés.
S'inspirant des règles d'or de l'ordre Dominicain, l'architecte Jean-Jacques Pichoux fait naître sous son crayon des chais couverts de tuiles anciennes, qui semblent abriter depuis l'origine des temps : le matériel de vinification le plus sophistiqué, des chais à barriques, des entrepôts climatisés.
Acquis en 2011, par Léonard Roozen, le domaine vit aujourd'hui une véritable renaissance. Des vignes sont replantées, et la qualité des vins et la préoccupation majeure de cette famille.
Les jardins remarquables, restent un cadre féerique de grande beauté. 

### Production viticole
Le domaine produits sept AOC Luberon.
les AOC se compose de la série Château de Val Joanis composé de Syrah et Grenache (pour les rouges et rosés) et Roussanne et Vermentino (pour les blancs) produisent 45 hl à l'hectare. La cuvée Prestige Les Griottes en rouge(Syrah et Grenache noir) produisant 30 hl à l'hectare sur une surface de 17 ha, la cuvée Prestige  Joséphine en rosé (Syrah et Grenache) produisant 35 hl à l'hectare et la cuvée Prestige  Les Aubépines en blanc (Roussanne et Vermentino) produisant 30 hl à l'hectare.

## Le château en chiffres

### Sociétés
Il y a en fait sept sociétés :
- Château de Val Joanis (société civile au capital de 2 millions d'euros) immatriculée le 3 octobre 1981 (catégorie culture de la vigne). Gérant : Jean-Barthelémy Chancel. Marques déposées : Vignobles Jean-Louis Chancel (15/10/1982), Château de Val Joanis (21/12/1984), Domaine Jean-Louis Chancel (30/09/1988), Réserve les Griottes, Réserve Les Merises, Réserve Les Aubépines, Vigne du Chanoine Trouillet (toutes 4 le 25/04/2003), Les Agasses (06/11/2003) et Winter Rosé (27/01/2005)[10].
- Exploitation de vignobles du Château des Beaumelles (SCI au capital de 805 000 euros) immatriculée le 17 juin 1987 (catégorie culture de la vigne). Gérant : Jean-Barthelémy Chancel. Marque déposée : Château des Beaumelles (25/04/2003)[11].
- La patrimoniale foncière (SA à conseil d'administration au capital 1,5 million d'euros) immatriculée le 10 mai 1989 (catégorie Fonds de placements et entités foncières similaires). Président du CA : Jean-Claude Chasson, administrateurs : Cécile Chancel et Jean-Louis Chancel[12].
- Chancel Père et Fils (SARL au capital de 307 000 euros) immatriculée le 18 novembre 1993 (catégorie commerce en gros de boissons). Gérant : Jean-Barthelémy Chancel. Marques déposées : Baron D (27/02/1995), Joanis, Les Beaumelles et La Vielle Bastides (toutes 3 le 25/04/2003). Le chiffre d'affaires de la société est de 1 756 000 euros en 2009 contre 2 201 000 euros en 2008 soit une baisse de 20,22 % et un resultat net −64 000 euros en 2009 contre −123 000 euros en 2008 soit une hausse de 47,97 % de avec un effectif de 6 personnes[13].
- Sarah (SCI au capital de 1 000 euros) immatriculée le 28 février 2005 (catégorie Locations de logements). Associé-Gérant : Jean-Louis Chancel[14].
- Chancel Sarah immatriculée le 1er mars 2009 (catégorie Conseil pour les affaires et autres conseils de gestion). gérante : Sarah Chancel[15].
- SCEA des domaines biologiques de Val Joanis (SCEA au capital de 1 000 euros) immatriculée le 4 mai 2010 (catégorie Culture de la vigne). Gérant : Jean Chancel[16].